# Вако (Сайтама)

35°46′53″ пн. ш. 139°36′21″ сх. д. / 35.78139° пн. ш. 139.60583° сх. д.
Вако́ (яп. 和光市, わこうし, МФА: [wakoː ɕi̥]) — місто в Японії, в префектурі Сайтама.

## Короткі відомості
Розташоване в південно-східній частині префектури. Виникло на основі середньовічного постоялого містечка на Каваґоеському шляху. Основою економіки є машинобудування, виробництво електротоварів, комерція. Станом на 1 жовтня 2008 площа міста становила 11,04 км². Станом на 1 січня 2009 населення міста становило 79 361 осіб.